# A Última Pergunta
A Última Pergunta é um conto de Isaac Asimov, que faz parte do livro Sonhos de Robô. No conto, a humanidade, ou seres que a representam, fazem uma mesma pergunta a um supercomputador: "algum dia será possível reverter a entropia no Universo?" O primeiro supercomputador que aparece é recorrente na obra de Asimov. Trata-se de Multivac. Mas o conto narra a história em várias épocas de forma que, em cada uma delas, a seu nome vai mudando para dar a ideia da enorme evolução através dos milênios, milhões e bilhões de anos. Multivac passa a ser Microvac, depois AC Galáctico, AC Universal, AC Cósmico e, por fim, apenas AC. A pergunta sobre a entropia é repetida a cada um deles e o destino do Homem e do Universo estão atreladas a ela. 